# Colonne sonore di Card Captor Sakura

Logo originale della serie

Lista delle colonne sonore della serie televisiva anime di Card Captor Sakura.

## Colonna sonora

### Cardcaptor Sakura Original Soundtrack
Cardcaptor Sakura Original Soundtrack (カードキャプターさくら オリジナル・サウンドトラック?, Kādokyaputā Sakura Orijinaru Saundotorakku) è il primo album di colonne sonore dell'anime Card Captor Sakura, pubblicato il 23 luglio 1998 dall'etichetta discografica Victor Entertainment. Contiene inoltre quattro brani cantati da Gumi, Sakura Tange (voce di Sakura) e Junko Iwao (voce di Tomoyo).
Tracce
1. Gumi – Catch You Catch Me – 3:44
2. Yume (夢?) – 1:45
3. Sawayakana asa (さわやかな朝?) – 2:45
4. Shiawase no sakura namiki (幸せの桜並木?) – 2:25
5. Chikashitsu (地下室?) – 1:45
6. Kero-chan no theme (ケロちゃんのテーマ?) – 2:09
7. Tanjō! Cardcaptor (誕生！カードキャプター?) – 1:15
8. Tanoshii hitotoki (楽しいひととき?) – 1:16
9. Yasuragi no hi (やすらぎの日?) – 1:08
10. Gumi – Hitori jime (ヒトリジメ?) – 4:24
11. Hoe? (ほぇ？?) – 1:31
12. Akogare (あこがれ?) – 1:12
13. Genki ippai (元気いっぱい?) – 1:16
14. Syaoran no theme (小狼のテーマ?) – 2:45
15. Sakura Tange (Sakura) e Junko Iwao (Tomoyo) – Anata to ireba (あなたといれば?) – 4:41
16. Okāsan no omokage (お母さんのおもかげ?) – 1:50
17. Clow Card (クロウカード?) – 1:05
18. Clow Card wo nigasu na! (クロウカードを逃がすな！?) – 2:54
19. Setsunai kimochi (せつない気持ち?) – 2:23
20. Junko Iwao (Tomoyo) – Yoru no uta (夜の歌?) – 4:18
21. Sakura no theme 1 (さくらのテーマ１?) – 1:44
22. Panic (パニック?) – 1:46
23. Taiketsu!! (対決！！?) – 1:48
24. Sakura no theme II (さくらのテーマ２?) – 1:45
25. Kibō no yokan (希望の予感?) – 1:59
26. Sakura Tange (Sakura) – Shiawase no mahō (しあわせの魔法?) – 4:41

### Cardcaptor Sakura Original Soundtrack 2
Cardcaptor Sakura Original Soundtrack 2 (カードキャプターさくら オリジナル・サウンドトラック２?, Kādokyaputā Sakura Orijinaru Saundotorakku 2) è il secondo album di colonne sonore dell'anime Card Captor Sakura, pubblicato il 19 dicembre 1998 dall'etichetta discografica Victor Entertainment. Contiene inoltre brani cantati da Gumi, Sakura Tange (voce di Sakura) e Komi Hirose.
Tracce
1. Fūinkaijō (封印解除?) – 1:44
2. Sakura Tange – Catch You Catch Me (Sakura Version) – 1:45
3. Rollerblade (ローラーブレイド?) – 1:11
4. Meiling no theme (苺鈴のテーマ?) – 1:11
5. Card no kehai (カードの気配?) – 2:09
6. Yume ni mita date (夢にみたデート?) – 1:47
7. Tsuiseki (追跡?) – 1:36
8. Kaho no theme (歌帆のテーマ?) – 1:45
9. Shopping (ショッピング?) – 1:39
10. Dokidoki dankentai (どきどき探検隊?) – 1:07
11. Chiisana yōsei (小さな妖精?) – 1:30
12. Misekinin na shugosha (無責任な守護者?) – 2:10
13. DOTA-BATA – 1:23
14. Deai (出逢い?) – 1:52
15. Gumi – Super Duper Love Love Days – 5:08
16. Yochō (予兆?) – 1:08
17. Card no kōgeki (カードの攻撃?) – 1:15
18. Yasashisa ni tsutsumarete (やさしさにつつまれて?) – 2:03
19. Hoshi no kirameki (星の煌めき?) – 1:39
20. Nukumori no kioku (ぬくもりの記憶?) – 2:07
21. Kaigenshō (怪現象?) – 4:18
22. Kanashii na (悲しいな?) – 1:04
23. Maboroshi (幻?) – 1:41
24. Dai pinchi (大ピンチ?) – 1:45
25. Ketsui (決意?) – 1:33
26. Sakura ganbaru! (さくらがんばる！?) – 1:40
27. Victory – 1:37
28. Komi Hirose – Groovy! – 4:22
29. Catch You Catch Me (TV Version, Bonus Track) – 1:26
30. Subtitle (サブタイトル?) (Bonus Track) – 0:12
31. Eyecatch (アイキャッチ?) (Bonus Track) – 0:10
32. Yokoku BGM (予告ＢＧＭ?) (Bonus Track) – 0:31
33. Kero-chan ni omakase (ケロちゃんにおまかせ?) (Bonus Track) – 0:11
34. Groovy! (TV Version, Bonus Track) – 1:11

### Cardcaptor Sakura Original Soundtrack 3
Cardcaptor Sakura Original Soundtrack 3 (カードキャプターさくら オリジナル・サウンドトラック３?, Kādokyaputā Sakura Orijinaru Saundotorakku 3) è il terzo album di colonne sonore dell'anime Card Captor Sakura, pubblicato il 23 giugno 1999 dall'etichetta discografica Victor Entertainment. Contiene inoltre brani cantati da ANZA, Sakura Tange (voce di Sakura), Junko Iwao (voce di Tomoyo) e chihiro.
Tracce
1. ANZA – Tobira wo akete (扉をあけて?) – 4:43
2. Clow Reed no densetsu (クロウ・リードの伝説?) – 1:52
3. Hangeki kaishi (反撃開始?) – 1:25
4. Shinobi yoru kage (忍び寄る影?) – 1:17
5. Kyōteki shutsugen (強敵出現?) – 1:38
6. Kusen (苦戦?) – 1:37
7. Yoru no uta (Piano Version) (夜の歌（ピアノヴァージョン）?) – 1:46
8. Sakura Tange – Honey (Sakura Version) – 4:18
9. Ganbare Sakura (がんばれさくら?) – 1:37
10. Mou hitori no shugosha (もう一人の守護者?) – 1:44
11. Fūin no kemono Kerberos (封印の獣ケルベロス?) – 2:28
12. Junko Iwao – Tomo e (友へ?) – 4:19
13. Saigo no Card (最後のカード?) – 1:06
14. Saigo no shinpan (最後の審判?) – 2:14
15. Omoide ga kiechau (思い出が消えちゃう?) – 1:34
16. Shinpan zokkō (審判続行?) – 2:03
17. Card wo igumono (カードを継ぐ者?) – 2:07
18. “Suki” to iu kimochi (「すき」という気持ち?) – 2:56
19. chihiro – Honey (Bonus Track) – 4:17

### Cardcaptor Sakura Original Soundtrack 4
Cardcaptor Sakura Original Soundtrack 4 (カードキャプターさくら オリジナル・サウンドトラック４?, Kādokyaputā Sakura Orijinaru Saundotorakku 4) è il quarto album di colonne sonore dell'anime Card Captor Sakura, pubblicato il 23 marzo 2000 dall'etichetta discografica Victor Entertainment. Contiene inoltre brani cantati da Maaya Sakamoto, Megumi Kojima, Junko Iwao (voce di Tomoyo) e Sakura Tange (voce di Sakura).
Tracce
1. Maaya Sakamoto – Platinum (プラチナ?) – 4:10
2. Clow Reed no theme (クロウ・リードのテーマ?) – 1:40
3. Hoshi no chikara (星のちから?) – 1:38
4. Eriol no theme (エリオルのテーマ?) – 1:29
5. Nakuru no theme (奈久留のテーマ?) – 1:22
6. Clow Reed no kage (クロウ・リードの影?) – 1:45
7. Mou hitori no Eriol (もう１人のエリオル?) – 1:40
8. Shōshin na shinnyūsha (小心な侵入者?) – 1:34
9. Koigokoro (恋心?) – 1:34
10. Ashidori karuku (足どり軽く?) – 1:36
11. Megumi Kojima – FRUITS CANDY – 3:38
12. MOJI-MOJI – 1:26
13. Hoshi no michi no kokuhaku (星の道の告白?) – 2:12
14. Heartbreak (ハートブレイク?) – 1:45
15. Sorezore no omoi (それぞれの想い?) – 2:09
16. “Suki” tte nandarō (「好き」って何だろう?) – 2:04
17. Junko Iwao – Kureyuku hitotose (くれゆくひととせ?) (Full Chorus Mix) – 4:13
18. Shōtai (正体?) – 1:41
19. Tōi hi no wakare (遠い日の別れ?) – 2:06
20. Eien no yami (永遠の闇?) – 2:01
21. Saigo no shiren (最後の試練?) – 2:07
22. Zettai daijōbu (絶対だいじょうぶ?) – 2:04
23. Atarashii aruji (新しい主?) – 2:02
24. Hontō no ichiban (ほんとうの一番?) – 1:45
25. Sakura Tange – Hitotsu dake (ひとつだけ?) – 4:34

### Gekijōban Cardcaptor Sakura Original Soundtrack
Gekijōban Cardcaptor Sakura Original Soundtrack (劇場版カードキャプターさくら オリジナル・サウンドトラック?, Gekijōban Kādokyaputā Orijinaru Saundotorakku) è l'album di colonne sonore del film Card Captor Sakura - The Movie, pubblicato il 25 agosto 1999 dall'etichetta discografica Victor Entertainment.
Tracce
1. Introduzione (序曲?) – 0:14
2. Sakura Tange – Shunshō jōka (春宵情歌?) – 4:41
3. Mizuno sasoi (水的誘惑?) – 1:58
4. Dokidoki tsūshinbo (担心的通信本?) – 0:41
5. Otanoshimi wa kore kara (歓楽従現在開始?) – 1:08
6. Iza, Hong Kong e! (突然，到香港！?) – 1:47
7. Kuishinbō Sakura (食通先生桜?) – 1:10
8. Semarikuru kehai (漸近的緊迫感?) – 1:10
9. Ikoku iki (異国行?) – 0:50
10. Uruwashii no omokage (優美的面影?) – 1:56
11. Yume no onna (夢中女?) – 2:07
12. Chikara wo kudasai (給我力量?) – 0:48
13. Shunshō jōka (春宵情歌?) – 4:43
14. Kakusareta himitsu (被隠蔵的秘密?) – 1:03
15. Kotori-tachi no wana (小鳥的圏套?) – 1:13
16. Tamashii nuki (魂飛来胆?) – 1:11
17. Mizuma-kai (水魔界?) – 0:35
18. Tatakai no hibuta (戦闘導火線?) – 0:48
19. Yūki wo dashite (拿出勇気?) – 1:36
20. Ikari no storm (憤怒的凶暴?) – 2:46
21. Clow no omoide (庫楽的回憶?) – 1:26
22. Dareka gairu! (誰在這里！?) – 0:53
23. Kekkai no mukou e (向禁区的別一面?) – 0:54
24. Dark Chaser (黒闇的踉踪者?) – 1:36
25. Hangeki kaishi! (開始反撃！?) – 1:05
26. Saigo no revenge (最后的反撃?) – 1:54
27. Sakura, kiki-ippotsu! (桜，千鈞一髪！?) – 1:07
28. Majutsushi no koi (魔術師的愛恋?) – 1:36
29. Namida ni nureta kamikazari (被泪水湿透的髪飾?) – 2:18
30. Naomi Kaitani – Tōi kono machi de (遠いこの街で?) – 4:59

### Gekijōban Cardcaptor Sakura: Fūin sareta card Original Soundtrack
Gekijōban Cardcaptor Sakura: Fūin sareta card Original Soundtrack (劇場版カードキャプターさくら 封印されたカード オリジナル・サウンドトラック?, Gekijōban Kādokyaputā Sakura Fūin Sareta Kādo Orijinaru Saundotorakku) è l'album di colonne sonore del film Gekijōban Cardcaptor Sakura: Fūin sareta card, pubblicato il 2 agosto 2000 dall'etichetta discografica Victor Entertainment.
Tracce
1. Card no mezame (カードの目覚め?) – 1:11
2. Mahō no kagi (魔法の鍵?) – 2:25
3. Tomadoi (とまどい?) – 0:59
4. Heart no Card (ハートのカード?) – 1:26
5. Sakura no osoyō asa (さくらのおそよう日?) – 1:27
6. Ayashii yūenchi (怪しい遊園地?) – 1:53
7. Aitakatta (逢いたかった?) – 1:42
8. Kokuhaku no timing (告白のタイミング?) – 0:47
9. Futari no kyori (二人の距離?) – 1:06
10. Ojama na Kero-chan (お邪魔なケロちゃん?) – 0:58
11. Eriol e no tegami (エリオルへの手紙?) – 1:11
12. Sakura Tange – Arigatō (ありがとう?) – 5:50
13. Uchi aketai no ni… (打ち明けたいのに⋯?) – 0:48
14. Asobi no jikan (遊びの時間?) – 0:51
15. Aisuru kanransha (恋する観覧車?) – 1:30
16. Card no kehai (カードの気配?) – 1:15
17. Minna kiechau! (みんな消えちゃう！?) – 1:57
18. Toketa fūin (解けた封印?) – 2:34
19. Fuan no kizashi (不安の兆し?) – 0:52
20. Namida (涙?) – 1:53
21. Junko Iwao – Koko ni kite (ここに来て?) – 3:01
22. Ketsui no makuake (決意の幕開け?) – 0:55
23. Yūki no waltz (勇気の円舞曲?) – 4:18
24. Kimochi, tsutaetai… (気持ち，伝えたい⋯?) – 1:13
25. Kieta Tomoeda-cho (消えた友枝町?) – 0:46
26. Tatakai ga hajimeru (戦いが始まる?) – 2:23
27. Chikara wo awasete (力を合わせて?) – 1:33
28. Syaoran no chōsen (小狼の挑戦?) – 1:12
29. Zettai akiramenai! (絶対あきらめない！?) – 0:58
30. Hontō no omoi (本当の想い?) – 2:09
31. Kitto ieru kara (きっと言えるから?) – 0:36
32. CHAKA – Ashita e no Melody (明日へのメロディー?) – 5:31

## Image album

### Cardcaptor Sakura Kōdansha CD Comic
Cardcaptor Sakura Kōdansha CD Comic (カードキャプターさくら 講談社ＣＤコミック?) è un CD comic dell'anime Card Captor Sakura, pubblicato il 6 agosto 1997 dall'etichetta discografica Victor Entertainment. Contiene una nuova storia e una nuova canzone sul personaggio di Sakura. Al disco è stato allegato un manga di 22 pagine che racconta una storia inedita su Sakura, Tomoyo e Syaoran, che si trovano davanti ad una misteriosa voce udibile nella loro scuola.
Tracce
1. Cardcaptor Sakura (カードキャプターさくら?)
2. Shiawase no mahō (しあわせの魔法?)
3. Asa Sakura no uchi (?)
4. Asa Sakura no class (?)
5. Eyecatch ~ Sakura no uchi (?)
6. Yoru Tomoeda shōgakkō (夜友枝小学校?)
7. Yoru no uta (夜の歌?)

### Cardcaptor Sakura: Tomoeda shōgakkō chorus-bu Christmas Concert
Cardcaptor Sakura: Tomoeda shōgakkō chorus-bu Christmas Concert (カードキャプターさくら 友枝小学校コーラス部 クリスマス・コンサート?, Kādokyaputā Sakura: Tomoeda shōgakkō kōrasu-bu Kurisumasu Konsāto, lett. "Cardcaptor Sakura: concerto di Natale del club corale della scuola elementare di Tomoeda") è un album dell'anime Card Captor Sakura che raccoglie le canzoni del coro della scuola elementare di Tomoeda frequentata da Sakura e da Tomoyo, pubblicato il 1º dicembre 1999 dall'etichetta discografica Victor Entertainment. Nel coro femminile da parte anche Tomoyo, che viene accompagnata dalla sue compagne.
Tracce
1. Yoru no uta (Christmas Version) (夜の歌（クリスマス・バージョン）?) – 4:49
2. Yorokobi no Carol (歓びのキャロル?) – 3:22
3. Maria no komori-uta (マリアの子守歌?) – 3:13
4. Tomo e (友へ?) – 4:15
5. Morobito kozorite (もろびとこぞりて?) – 2:43
6. Kureyuku hitotose (くれゆくひととせ?) – 4:12
7. Yasashisa no tane (やさしさの種子?) – 4:30

### Cardcaptor Sakura - Sakura no oshaberi talk CD
Cardcaptor Sakura - Sakura no oshaberi talk CD (カードキャプターさくら さくらのおしゃべりトークＣＤ?) è un talk CD uscito insieme al tredicesimo DVD dell'anime Card Captor Sakura. Contiene inoltre alcune canzoni di Sakura.
Tracce
1. Sakura no Voice Letter
2. Rusuden Message
3. Mezamashi Message
4. Oyasumi Message
5. Sakura hitokoto serifu shū

### Cardcaptor Sakura Character Song Book
Cardcaptor Sakura Character Song Book (カードキャプターさくら キャラクターソングブック?) è il primo album di character songs dell'anime Card Captor Sakura, pubblicato il 21 gennaio 1999 dall'etichetta discografica Victor Entertainment.
Tracce
1. Sakura Tange e Aya Hisakawa – Zutto zutto zutto (ずっとずっとずっと?) - Sakura & Kero-chan – 4:37
2. Yukana Nogami – Kocchi wo muite (こっちを向いて?) - Meiling – 4:31
3. Megumi Ogata – Jitensha ni notte (自転車に乗って?) - Yukito – 4:19
4. Tomokazu Seki – Kimi ga ita scene (君がいた景色?) - Touya – 4:45
5. Junko Iwao – Watashi dake no Movie☆Star (私だけのムービー☆スター?) - Tomoyo – 4:50
6. Sakura Tange – Prism (プリズム?) - Sakura – 4:41
7. Motoko Kumai – Ki ni naru aitsu (気になるアイツ?) - Syaoran – 4:44
8. Emi Shinohara – Aoi kioku (蒼い記憶?) - Kaho Mizuki – 4:35
9. Aya Hisakawa – Issho ni utao (いっしょにうたお?) - Kero-chan – 4:45
10. Junko Iwao e il coro della scuola elementare Tomoeda – Yasashisa no tane (やさしさの種子?) - Tomoyo – 4:16

Tracce extra
1. Gumi – Catch You Catch Me – 3:44
2. Sakura Tange e Junko Iwao – Anata to ireba (あなたといれば?) – 4:37
3. Junko Iwao – Yoru no uta (夜の歌?) – 4:15
4. Sakura Tange – Shiawase no mahō (しあわせの魔法?) – 4:40
5. Catch You Catch Me
6. Komi Hirose – Groovy!

## Drama-CD

### Cardcaptor Sakura Original Drama Album 1
Cardcaptor Sakura Original Drama Album 1 ~Sakura to okāsan no organ~ (カードキャプターさくら オリジナル・ドラマアルバム１ ～さくらとお母さんのオルガン～? lett. "Cardcaptor Sakura Original Drama Album 1 ~Sakura e l'organo di sua madre~") è il primo drama-CD dell'anime Card Captor Sakura, pubblicato il 23 luglio 1998 dall'etichetta discografica Victor Entertainment.
Esso racconta come una notte, Sakura sente il suono di un organo in sogno ed è certa che in qualche modo sia la sua defunta madre a suonarlo. Il giorno successivo, a scuola, le viene dato un tema sulla famiglia, e Sakura decide di scrivere proprio su sua madre. La performance di picnic è di Gumi, mentre i testi delle altre canzoni sono di Nanase Ōkawa, membro delle CLAMP.
Tracce
1. Gumi – picnic – 4:01
2. Sakura to okā-san no organ - zenpen (prima parte) (さくらとお母さんのオルガン 前編?) – 17:11 (testo: Nanase Ōkawa)
3. Sakura to okā-san no organ - kōhen (seconda parte) (さくらとお母さんのオルガン 後編?) – 26:59 (testo: Nanase Ōkawa)

### Cardcaptor Sakura Original Drama Album 2
Cardcaptor Sakura Original Drama Album 2 ~Sweet Valentine Stories~ (カードキャプターさくら オリジナル・ドラマアルバム２ ～スィートバレンタインストーリーズ～?) è il secondo drama-CD dell'anime Card Captor Sakura, pubblicato il 10 febbraio 1999 dall'etichetta discografica Victor Entertainment.
Esso parla delle ragazze della classe di Sakura, e del giorno di San Valentino. La performance di GET YOUR LOVE è di Sakura Tange (voce di Sakura), Junko Iwao (voce di Tomoyo), Yukana Nogami (voce di Meiling), Tomoko Kawakami (voce di Rika), Emi Motoi (voce di Naoko) e Miwa Matsumoto (voce di Chiharu).
Tracce
1. Prologue (プロローグ?) – 0:40
2. Sakura Tange, Junko Iwao, Yukana Nogami, Tomoko Kawakami, Emi Motoi e Miwa Matsumoto – GET YOUR LOVE – 4:14
3. 2-gatsu 13-nichi (２月１３日?) – 11:23
4. 1st Story "Sakura" (１ｓｔ Ｓｔｏｒｙ「桜」?) – 7:13
5. 2nd Story "Chiharu" (２ｎｄ Ｓｔｏｒｙ「千春」?) – 6:35
6. 3rd Story "Naoko" (３ｒｄ Ｓｔｏｒｙ「奈緒子」?) – 4:12
7. 4th Story "Rika" (４ｔｈ Ｓｔｏｒｙ「利佳」?) – 3:08
8. 5th Story "Meiling" (５ｔｈ Ｓｔｏｒｙ「苺鈴」?) – 3:24
9. 6th Story "Tomoyo" (６ｔｈ Ｓｔｏｒｙ「知世」?) – 3:51
10. 2-gatsu 14-nichi (２月１４日?) – 5:22
11. Epilogue (エピローグ?) – 1:01

## Compilation

### Cardcaptor Sakura Best Collection
Cardcaptor Sakura Best Collection è il primo album compilation dell'anime Card Captor Sakura, pubblicato il 1º gennaio 2000 dall'etichetta discografica Victor Entertainment. Contiene le canzoni più famose della serie, partendo con le sigle di apertura e di chiusura, fino alle colonne sonore dei film ed alcune canzoni dei drama-CD precedentemente distribuiti. La performance sono di Megumi Kojima, Maaya Sakamoto, Naomi Kaitani, chihiro, ANZA, Komi Hirose, Gumi, Sakura Tange, Junko Iwao, Yukana Nogami, Tomoko Kawakami, Emi Motoi, Miwa Matsumoto.
Tracce
1. Megumi Kojima – FRUITS CANDY – 3:38
2. Maaya Sakamoto – Platinum (プラチナ?) – 4:10
3. Naomi Kaitani – Tōi kono machi de (遠いこの街で?) – 4:59
4. chihiro – Honey – 4:17
5. Tobira wo akete (扉をあけて?) – 4:43
6. Kōmi Hirose – Groovy! – 4:16
7. Gumi – Catch You Catch Me – 3:44
8. Gumi – picnic – 4:01
9. Sakura Tange, Junko Iwao, Yukana Nogami, Tomoko Kawakami, Emi Motoi e Miwa Matsumoto – GET YOUR LOVE – 4:11
10. FRUITS CANDY (karaoke) – 3:38
11. Platinum (karaoke) – 4:10
12. Tōi kono machi de (遠いこの街で?) (karaoke) – 4:59
13. Tobira wo akete (扉をあけて?) (karaoke) – 4:43
14. ANZA – Catch You Catch Me (karaoke) – 3:44

### Cardcaptor Sakura Complete Vocal Collection
Cardcaptor Sakura Complete Vocal Collection (カードキャプターさくら コンプリート・ボーカル・コレクション?) è il secondo album compilation dell'anime Card Captor Sakura, pubblicato il 21 febbraio 2001 dall'etichetta discografica Victor Entertainment. È la più vasta raccolta, composta da 4 CD, per un totale di 38 tracce, alcune di queste inedite.
I primi due CD sono incentrati sulle canzoni di Sakura (cantate da Sakura Tange) e su quelle di Tomoyo (Junko Iwao); il terzo CD presenta le sigle e colonne sonore della serie (cantate da Gumi, Komi Hirose, ANZA, chihiro, Naomi Kaitani, Maaya Sakamoto, Megumi Kojima, Aya Hisakawa, Yumi Tōma e CHAKA) mentre l'ultimo disco presenta le character songs dei vari personaggi, cantate dai rispettivi doppiatori.
Disco 1, Sakura (Sakura Tange)
1. Nishikaze no kaerimichi (西風の帰り道?) – 4:21
2. Catch You Catch Me (Sakura Version) – 3:43
3. Shunshō jōka (春宵情歌?) (Sweet Lovers Rock Mix) – 5:13
4. Hitotsu dake (ひとつだけ?) (Happy Blue Mix) – 4:23
5. Shiawase no mahō (しあわせの魔法?) – 4:38
6. Sakura Tange, Junko Iwao e Aya Hisakawa – FRUITS CANDY (Sakura, Tomoyo, & Kero-chan Version) – 3:39
7. Prism (プリズム?) – 4:39
8. Honey (Sakura Version) – 4:16
9. Sakura Tange e Aya Hisakawa – Zutto zutto zutto (ずっとずっとずっと?) - Sakura, Kero-chan – 4:34
10. Arigatou (ありがとう?) – 5:50

Disco 2, Tomoyo (Junko Iwao)
1. Yoru no uta (夜の歌?) – 4:14
2. Yorokobi no Carol (歓びのキャロル?) (Party Strings Mix) – 3:23
3. Koko ni kite (ここに来て?) – 3:01
4. Yasashisa no tane (やさしさの種子?) (Tender Strings Mix) – 3:57
5. Kureyuku hitotose (くれゆくひととせ?) (Moody Strings Mix) – 4:11
6. Watashi dake no Movie☆Star (私だけのムービー☆スター?) – 4:47
7. Tomo e (友へ?) (Peaceful Strings Mix) – 4:09
8. Junko Iwao e Sakura Tange – Anata to ireba (あなたといれば?) – 4:36
9. Yoru no uta (Christmas Version) (夜の歌（クリスマス・バージョン）?) – 4:12

Disco 3, Theme Songs
1. Gumi – Catch You Catch Me – 3:44
2. Komi Hirose – Groovy! – 4:17
3. ANZA – Tobira wo akete (扉をあけて?) – 4:41
4. chihiro – Honey – 4:16
5. Naomi Kaitani – Tōi kono machi de (遠いこの街で?) – 4:59
6. Maaya Sakamoto – Platinum (プラチナ?) – 4:10
7. Megumi Kojima – FRUITS CANDY – 3:38
8. Aya Hisakawa e Yumi Tōma – Okashi no uta (おかしのうた?) – 3:23
9. CHAKA – Ashita e no Melody (明日へのメロディー?) – 5:31

Disco 4, Character Songs
1. Gumi – Hitorijime (ヒトリジメ?) – 4:21
2. Motoko Kumai – Ki ni naru aitsu (気になるアイツ?) - (Syaoran) – 4:42
3. Tomokazu Seki – Kimi ga ita scene (君がいた景色?) - (Touya) – 4:42
4. Aya Hisakawa – Issho ni utao (いっしょにうたお?) - (Kero-chan) – 4:44
5. Gumi – super duper love love days – 5:04
6. Megumi Ogata – Jitensha ni notte (自転車に乗って?) - (Yukito) – 4:18
7. Yukana Nogami – Kocchi wo muite (こっちを向いて?) - (Meiling) – 4:28
8. Gumi – picnic – 3:56
9. Emi Shinohara – Aoi kioku (蒼い記憶?) - (Kaho Mizuki) – 4:33
10. Sakura Tange, Junko Iwao, Yukana Nogami, Tomoko Kawakami, Emi Motoi e Miwa Matsumoto – GET YOUR LOVE - (compagne di classe) – 4:12

### Cardcaptor Sakura Single Collection
Cardcaptor Sakura Single Collection è il terzo album compilation dell'anime Card Captor Sakura, pubblicato nel 2000 dall'etichetta discografica Victor Entertainment. Le performance sono di Gumi, Sakura Tange, Komi Hirose, ANZA, chihiro, Maaya Sakamoto, Megumi Kojima, Naomi Kaitani, CHAKA, Junko Iwao, Yukana Nogami, Tomoko Kawakami, Emi Motoi, Miwa Matsumoto, Aya Hisakawa.
Tracce
1. Gumi – Catch You Catch Me – 3:44
2. Sakura Tange – Catch You Catch Me (Sakura Version) – 3:44
3. Komi Hirose – Groovy! – 4:17
4. ANZA – Tobira wo akete (扉をあけて?) – 4:41
5. chihiro – Honey – 4:16
6. Sakura Tange – Honey (Sakura Version) – 4:16
7. Maaya Sakamoto – Platinum (プラチナ?) – 4:10
8. Megumi Kojima – FRUITS CANDY – 3:38
9. Sakura Tange – FRUITS CANDY (Sakura Version) – 3:38
10. Naomi Kaitani – Tōi kono machi de (遠いこの街で?) – 4:59
11. CHAKA – Ashita e no Melody (明日へのメロディー?) – 5:31
12. Sakura Tange, Junko Iwao, Yukana Nogami, Tomoko Kawakami, Emi Motoi e Miwa Matsumoto – GET YOUR LOVE – 4:12
13. Sakura Tange – Prism (プリズム?) - (Sakura) – 4:39
14. Junko Iwao – Watashi dake no Movie☆Star (私だけのムービー☆スター?) - (Tomoyo) – 4:47
15. Megumi Ogata – Jitensha ni notte (自転車に乗って?) - (Yukito) – 4:18
16. Sakura Tange e Junko Iwao – Anata to ireba (あなたといれば?) – 4:36

### Cardcaptor Sakura Single Collection 2
Cardcaptor Sakura Single Collection 2 è il quarto album compilation dell'anime Card Captor Sakura, pubblicato il 19 dicembre 2001 dall'etichetta discografica Victor Entertainment. Le performance sono di Komi Hirose, Sakura Tange, Junko Iwao, Naomi Kaitani, Gumi. In due canzoni Junko Iwao (che interpreta Tomoyo) viene accompagnata dalle ragazze del coro.
Tracce
1. Komi Hirose – Hitorijime (ヒトリジメ?)
2. Sakura Tange, Junko Iwao – Anata to ireba (あなたといれば?)
3. Junko Iwao – Yoru no uta (夜の歌?)
4. Naomi Kaitani – Shiawase no maho (しあわせの魔法?)
5. Gumi – Catch You Catch Me
6. Gumi – super duper love love days
7. Junko Iwao e il coro – Tomo e (友へ?)
8. Junko Iwao e il coro – Kureyuku hitotose (くれゆくひととせ?)
9. Sakura Tange – Hitotsu dake (ひとつだけ?)

### Cardcaptor Sakura shudaika collection
Cardcaptor Sakura shudaika collection (カードキャプターさくら 主題歌コレクション? lett. "Cardcaptor Sakura: Collezione di sigle musicali") è il quinto album compilation dell'anime Card Captor Sakura, pubblicato il 19 dicembre 2001 dall'etichetta discografica Victor Entertainment.
Tracce
1. Gumi – Catch You Catch Me – 3:45
2. ANZA – Tobira wo akete (扉をあけて?) – 4:43
3. Maaya Sakamoto – Platinum (プラチナ?) – 4:11
4. Naomi Kaitani – Tōi kono machi de (遠いこの街で?) – 5:02
5. CHAKA – Ashita e no Melody (明日へのメロディー?) – 5:33
6. Komi Hirose – Groovy! – 4:17
7. chihiro – Honey – 4:19
8. Megumi Kojima – FRUITS CANDY – 3:39
9. Aya Hisakawa e Yumi Tōma – Okashi no uta (おかしのうた?) – 3:28
10. Sakura Tange – Arigatou (ありがとう?) (Bonus Track) – 5:51
11. Junko Iwao – Yoru no uta (夜の歌?) (Bonus Track) – 4:16
12. Sakura Tange, Junko Iwao, Yukana Nogami, Tomoko Kawakami, Emi Motoi e Miwa Matsumoto – GET YOUR LOVE (Bonus Track) – 4:12